# François Chaignaud
François Chaignaud (Rennes, 1983) is een Franse danser, choreograaf, performancekunstenaar, zanger en schrijver. Samen met danseres en choreografe Cecilia Bengolea richtte hij in 2007 theatergezelschap Vlovajob Pru op.

## Biografie
Chaignaud begon op z'n zesde dans te studeren. Toen hij veertien was, verhuisde hij in z'n eentje naar Parijs, om aan het Conservatoire national supérieur de musique et de danse de Paris te studeren. In 2003 kreeg hij daar zijn diploma. Tijdens die studie begon hij "de vernauwende visie op het bestaan als danser" in vraag te stellen. In een interview zei hij later: "Ik stond wantrouwig tegenover de zelfopofferende mythologie die rond het dansen hangt. ... De manier waarop jonge dansers verondersteld worden om zich over te geven ... en om zichzelf alles te ontzeggen. Als professioneel danser moet je je natuurlijk volledig inzetten, maar daar tegenover moet de mogelijkheid tot zelfontplooiing staan." Toch zweert hij het klassieke ballet niet af: "Ik omarm mijn academische achtergrond. ... Ik daag die uit door hem te confronteren met andere manieren van dansen. Ik draag bijvoorbeeld graag spitzen, het iconische symbool van het klassieke ballet. Hierdoor verbind ik mijn stijl met de Franse ballettraditie, terwijl ik er ook nieuwe, meer spirituele, riskante of atletische betekenissen aan geef."
Na zijn afstuderen danste hij voor verschillende choreografen, waaronder Boris Charmatz, Emmanuelle Huynh, Alain Buffard en Gilles Jobin. Hij creëerde zijn eerste voorstelling, He’s One that Goes to Sea for Nothing but to Make him sick, in 2004.
In 2007 richtte hij samen met de Argentijnse choreografe en performer Cecilia Bengolea het gezelschap Vlovajob Pru op. Ze maakten samen de creaties Pâquerette (2004-2008), Sylphides (2009), Castor et Pollux (2010), Danses Libres (2010), (M)IMOSA (2011 - in samenwerking met Trajal Harrell en Marlene Monteiro Freitas), Altered natives’ Say Yes To Another Excess – TWERK (2012), Dub Love (2013) en DFS (2016). François Chaignaud en Cecilia Bengolea zijn ook associate artists van theater Bonlieu Scène Nationale Annecy. In Pâquerette dansten ze met dildo's, als "een letterlijke manier om te laten zien dat het lichaam niet waterdicht is", vertelde Chaignaud in een interview: "Het lichaam is een penetreerbare entiteit. ... Dat bewijst dat het ook open staat voor andere vormen, ideeën en culturen." Devoted (2015) maakten ze in opdracht van het Ballet de Lorraine en maakte gebruik van muziek van Phillip Glass. The Lighters’ Dancehall Polyphony (2015) creëerden ze voor Pina Bausch’s Tanztheater Wuppertal.
Over de voorstelling Altered natives’ Say Yes To Another Excess – TWERK uit 2012 zei Chaignaud dat het "het allerbelangrijkste is om te vertrouwen in de dans zélf." Hij verduidelijkte: "Bij vorige voorstellingen was er altijd iets dat van buitenaf kwam, maar deze keer wilden we vertrouwen hebben in ons compromisloze plezier in het dansen en dan vooral in hoe we dat doen in clubs. We vergeleken de manier waarop we dansten in clubs in Parijs, Londen of New York, met hoe we te werk gingen in de studio. Het ene is zogezegd kunstzinnig, terwijl het andere meer een sociale activiteit is. Maar eigenlijk zijn clubs ook een plaats waar je creativiteit en inventiviteit kan ontdekken. Het ritme, de gebaren, de achterliggende betekenissen." Ze vermengden de manier waarop gedanst wordt op drum-'n-bass', jungle, dubstep, reggae, dancehall, house, grime met vogue en krump en met hun eigen bewegingspalet en namen twee dj's mee op het podium.
In 2013 maakte Chaignaud de solovoorstelling Думи мої – Dumy Moyi, vernoemd naar een lied uit Oekraïne, in coproductie met deSingel in Antwerpen. Over deze voorstelling zei hij: "Ik droom van dit stuk als tegengif, tegen de rituelen van het westerse theater en zijn frontaliteit, zijn tijdsgebondenheid, zijn krachtsverhoudingen." Met deze voorstelling liet hij zijn kinderwens in vervulling gaan, door "in een groot kostuum te dansen en te zingen." Hij vond inspiratie bij de theyyam-rituelen uit het Zuid-Indische Kerala, waarbij indrukwekkende kostuums gebruikt worden. Doordat het publiek niet kon gaan zitten, wilde hij het een intense relatie laten aangaan met dans, zang, kostuums, talen en genres. "Niks is statisch. Het is geslaagd als we allemaal samen een reis maken."
In 2017 maakte hij de voorstelling Romances inciertos, un autre Orlando in samenwerking met videokunstenaar Nino Laisné, die op het Festival d'Avignon in première ging. In deze solo combineerde hij Spaanse volksdansen als flamenco en jota met klassiek ballet. De muziek was gebaseerd op Spaanse orale tradities uit de zestiende en zeventiende eeuw. Chaignaud's dans verwees ook naar het ambigue personage Orlando van Virginia Woolf.
In 2017 was hij ook betrokken bij de heropening van Le Cabaret Madame Arthur, een beroemde club in de Parijse buurt Pigalle waar dragqueen shows plaatsvinden. Chaignaud trad er zelf ook af en toe op.
In 2018 creëerde hij de voorstelling Soufflette voor Carte Blanche, het Noorse nationale ballet, in samenwerking met couturier Romain Brau.
Symphonia Harmoniæ Cælestium Revelationum ging in mei 2019 in première op het Kunstenfestivaldesarts in Brussel. Deze samenwerking met muzikante Marie-Pierre Brébant was gebaseerd op het repertoire van Hildegard von Bingen, een Duitse benedictijnse abdis en componiste, die geldt als eerste vertegenwoordigster van de Duitse middeleeuwse mystiek. In deze drie uur lange voorstelling zongen Chaignaud en Brébant àlle monodies die door von Bingen geschreven werden, begeleid door een bandura. Hiermee willen ze het publiek confronteren met een geluid, dat de basis vormde voor de Westerse muzikale cultuur, dat quasi volledig verdwenen is. Deze exploratie van het muzikale en spirituele verleden hield het midden tussen een meditatie, een concert en een choreografie.
Eind september 2020 vond de première van GOLD SHOWER plaats, in het Maison de la Musique in Nanterre. Deze voorstelling was het resultaat van een samenwerking met de Japanse Butoh-danseres Akaji Maro. Volgens Maro was deze voorstelling: "een coming-of-age-dans, waar onze lichamen op het spel staan, starend naar de toekomst van de mensheid en de wijze waarop we die kunnen leven, in vraag stellen."
Zijn soloperformance Un Bolero ging in première in de Philharmonie de Paris op 26 september 2020. Deze choreografie was gemaakt met Dominique Brun en het Les Siècles-orkest van François-Xavier Roth en was gebaseerd op het werk van de Russische choreografe Bronislava Nijinska.

## Historicus
In 2007 behaalde Chaignaud ook een masterdiploma in hedendaagse geschiedenis aan de Université Paris-Nanterre, waar hij de geschiedenis van het feminisme aan het begin van de 20e eeuw bestudeerde.
In 2009 publiceerde hij L'Affaire Berger-Levrault: le féminisme à l’épreuve (1897-1905) bij de Presses universitaires de Rennes. Het boek gaat over de strijd van het Syndicat des femmes typographes, die voor de feministische krant La Fronde werkten, die opgericht werd door journalist en suffragette Marguerite Durand.

## Voorstellingen
- 2004 - He’s One that Goes to Sea for Nothing but to Make him sick
- 2008 - Pâquerette, van François Chaignaud en Cecilia Bengolea, voor Le Quartz, Scène Nationale de Brest[24]
- 2008 - Aussi Bien Que Ton Cœur Ouvre Moi Les Genoux[25]
- 2009 - Sylphides, van Cecilia Bengolea en François Chaignaud, voor Le Quartz, Scène Nationale de Brest[26]
- 2009 - Duchesses, van Marie Caroline Hominal en François Chaignaud[27]
- 2010 - Castor et Pollux, van Cecilia Bengolea en François Chaignaud, voor Le Quartz, Scène Nationale de Brest[28]
- 2010 - Danses libres, van Cecilia Bengolea en François Chaignaud[29]
- 2011 - (M)IMOSA Twenty Looks or Paris is Burning at The Judson Church (M), van François Chaignaud, Cecilia Bengolea, Trajal Harrell en Marlene Monteiro Freitas[30]
- 2012 - Sous l'ombrelle, van François Chaignaud en Jérôme Marin[31]
- 2012 - Altered Natives’ Say Yes To Another Excess (TWERK), van Cecilia Bengolea en François Chaignaud[32]
- 2013 - Думи мої - Dumy Moyi. Coproductie deSingel[33]
- 2013 - Dub Love, van Cecilia Bengolea, Ana Pi en François Chaignaud[34]
- 2014 : How slow the wind, van van Cecilia Bengolea en François Chaignaud, voor l’Opéra de Lyon & Ballet de l’Opéra de Lyon[35]
- 2015 : Devoted, van Cecilia Bengolea en François Chaignaud, voor CCN – Ballet de Lorraine[36]
- 2015 : The Lighters’ Dancehall Polyphony, van Cecilia Bengolea en François Chaignaud, voor Ballet TanzTheater Wuppertal Pina Bausch[37]
- 2016 - DFS, van Cecilia Bengolea en François Chaignaud, met Damion BG Dancerz en Joan Mendy. Coproductie deSingel[38]
- 2016 - Radio Vinci Park, van Théo Mercier en François Chaignaud[39]
- 2017 - Romances inciertos, un autre Orlando, van François Chaignaud en Nino Laisné. Coproductie deSingel[40]
- 2018 : Soufflette, met Carte Blanche[41]
- 2019 - Symphonia Harmoniæ Cælesitum Revelationum, voor Kunstenfestivaldesarts[42]
- 2020 - GOLD SHOWER, met Akaji Maro, voor Maison de la musique de Nanterre[43]

## Films
- 2015 - The Sweetest Choice, van César Vayssié, met François Chaignaud (43 min.)[44]
- 2017 - Body Double 35, van Brice Dellsperger, met François Chaignaud (17 min.)[45]
- 2018 - Mourn, O Nature!, van Nino Laisné en François Chaignaud (10 min.)[46]

## Onderscheidingen
- Prix de la Critique de Paris 2008/2009, Prix de la révélation en danse, voor Cecilia Bengolea en François Chaignaud voor de shows Sylphides en Pâquerette[47]
- 2014: Prix des jeunes artistes de la 10e Biennale de Gwangju, Korea, voor François Chaignaud en Cecilia Bengolea[48]
- 2020: Chevalier de l'ordre des Arts et des Lettres en récompense du travail accompli dans l'exercice de son activité de chorégraphe[49]
- 2020: Topor-prijs "Talent Partout"[50]